# Bettencourt-Saint-Ouen
Bettencourt-Saint-Ouen é uma comuna francesa na região administrativa de Altos da França, no departamento de Somme. Estende-se por uma área de 8,04 km². Em 2010 a comuna tinha 623 habitantes (densidade: 77,5 hab./km²).